# فرودگاه تاپوروکوارا
فرودگاه تاپوروکوارا (به انگلیسی: Tapuruquara Airport) (به زبان بومی: Aeroporto de Tapuruquara) یک فرودگاه همگانی مسافربری با کد یاتا IRZ است که یک باند فرود آسفالت دارد و طول باند آن ۱۲۰۰ متر است. این فرودگاه در کشور برزیل قرار دارد و در ارتفاع ۶۸ متری از سطح دریا واقع شده است.

## شرکت‌های هواپیمایی و مقصدهای پروازی
No scheduled flights operate at this airport.